# Rimbaud, l'indésirable
Rimbaud, l'indésirable est une bande dessinée de Xavier Coste parue en mai 2013 aux éditions Casterman. Elle retrace le parcours du célèbre poète Arthur Rimbaud.

## Synopsis
La vie d'Arthur Rimbaud, en un « pavé biographique de 120 pages »...

## Éditions
- Rimbaud, l'indésirable, éditions Casterman, 2013  (ISBN 978-2-203-06646-5).

### Documentation
- Xavier Coste (int. par Christian Missia Dio), « Xavier Coste : "Avec cette biographie sur Rimbaud, j’ai essayé de comprendre pourquoi il en est arrivé à renier son oeuvre" », sur Actua BD, 10 juin 2013.